# Itonia intrahens
Itonia intrahens är en fjärilsart som beskrevs av Walker 1858. Itonia intrahens ingår i släktet Itonia och familjen nattflyn. Inga underarter finns listade i Catalogue of Life.